# Athena-Maler

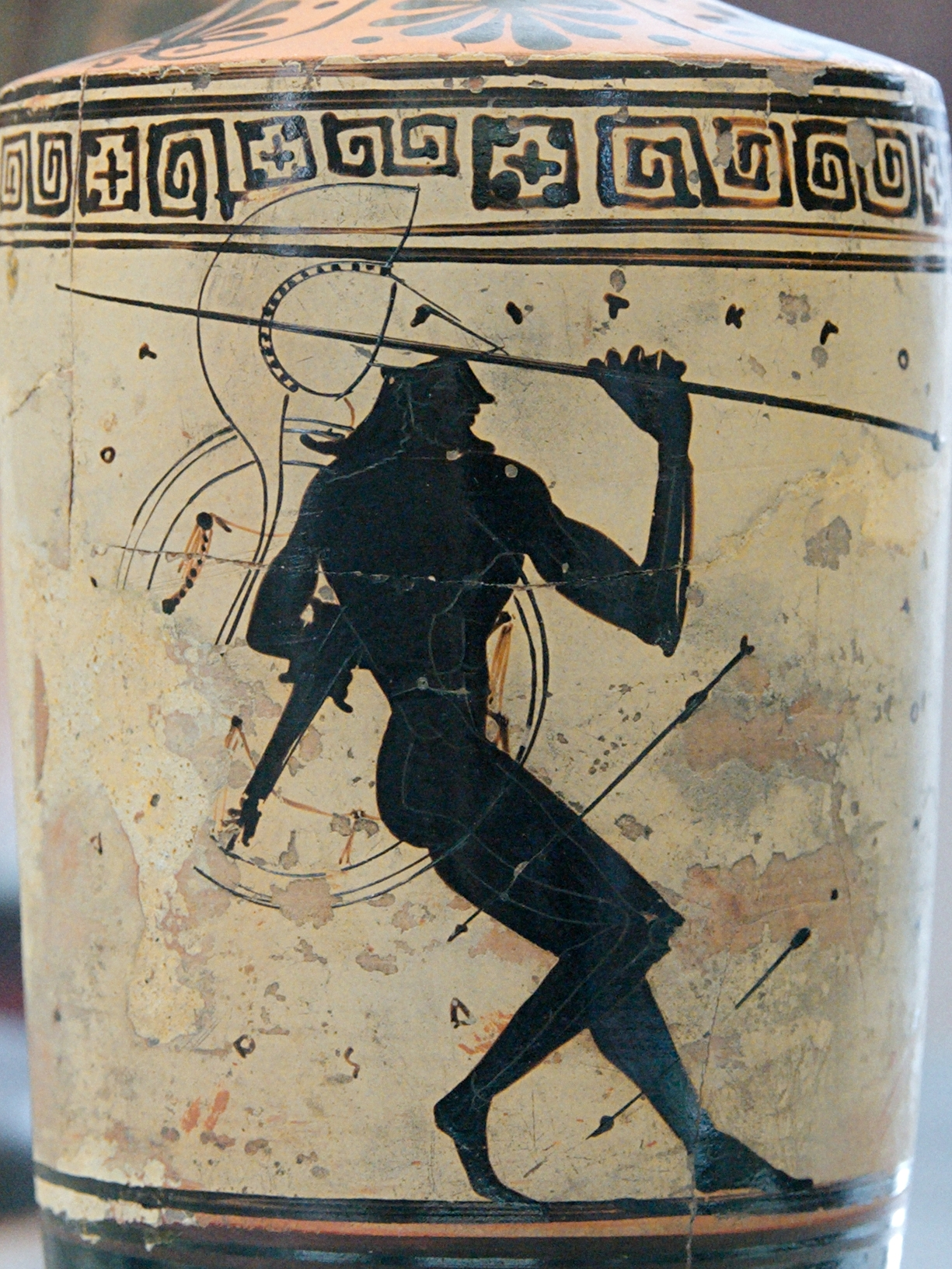
Krieger mit Schild und Speer in einem Pfeilhagel, Weißgrundige Lekythos mit schwarzfiguriger Bemalung, um 575/50 v. Chr., Paris, Cabinet des médailles

Der Athena-Maler war ein attisch-schwarzfiguriger Vasenmaler, tätig um 490 bis 460 v. Chr. in Athen. Seine Spezialität waren weißgrundige Lekythen (Olivenölgefäße), die er schwarzfigurig bemalte.
Der Athena-Maler führte wie auch der Theseus-Maler die Bemalung der großen Standardlekythen in der Tradition des Edinburgh-Malers fort. Er führte mehrere kleine Änderungen hinzu, die nach ihm kanonisch werden sollten, so Ranken mit geschlossenen Knospen auf den Schulterpalmetten oder bei manchen seiner Gefäße deckte er die Gefäßhälse schwarz. Die senkrechten Streifen über der Schulter, vormalige, nun degenerierte Zungenmuster, versah er mit Einfassungslinien und verzierte zudem auf die Grundlinie. Seine schwarzfigurigen Arbeiten waren von hoher Qualität. Neben Lekythen verzierte er vor allem Oinochoen. Von den meisten Archäologen wird der Athena-Maler mit dem rotfigurigen Bowdoin-Maler gleichgesetzt.
In seinen besten Arbeiten haben seine Figuren jene Würde, die die Figuren der Leagros-Gruppe auszeichneten. Meist malt er allerdings eher einfach. Seine Figuren wirken lebendig, haben aber meist leichte „Eierköpfe“. Seinen Notnamen bekam er wegen seiner Vorliebe für Bilder mit Athena-Darstellungen. Sein Themenrepertoire zeichnet sich durch Abwechslung und Reichhaltigkeit aus.